# Aischylos
Aischylos, född 525 f.Kr. i Eleusis, död 456 f.Kr. i Gela på Sicilien, var en betydande grekisk dramatiker (tragöd) i Aten. 

## Biografi
Aischylos tillhörde en atensk adelsätt, och är den äldste av de grekiska dramatiker, vilkas verk bevarats till vår tid. Det är också av allt att döma han som skapat festspelen vid Dionysos Eleuthereus årliga högtid till en dramatisk konstform i vår mening.
Aischylos skrev omkring nittio dramer och tragedier och kan betraktas som teaterkonstens fader. Ämnena hämtades från stora grekiska epos med deras mänskliga och gudomliga aktörer: trojanska kriget, Orestessagan och andra. Han anses även ha infört den "andra skådespelaren" (vid sidan av kören) och tekniska nyheter. Aischylos skildrar gudar som upphöjda och moraliskt vägledande, i försök att inpränta en gudfruktig levnadslära hos sin publik. Hans rollfigurer är inte enskilda individer av kött och blod, istället representerar de de större sammanhang de ingår i: släkten, mänskligheten eller liknande.
Aischylos deltog i slagen mot perserna vid Marathon 490 och vid Salamis 480 f.Kr. Tretton gånger vann han tragedidiktarnas tävling i Aten, varav första gången 484 f.Kr.

## Utmärkelser
Asteroiden 2876 Aeschylus är uppkallad efter honom.

## Bevarade verk
- Perserna

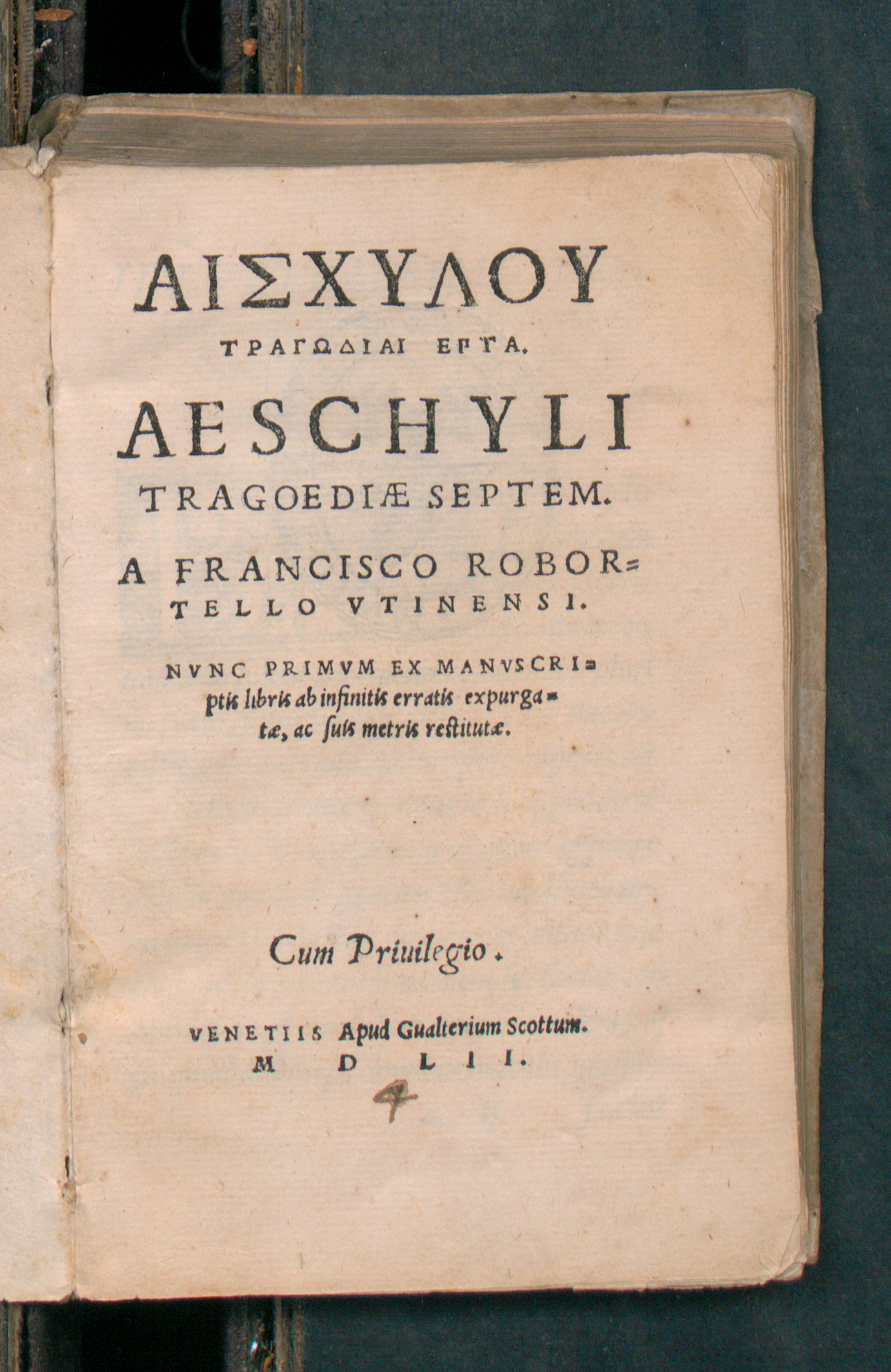
Aeschyli Tragoediae septem, 1552

  - Perserne (översättning Vilhelm Fredrik Palmblad). Ingår i Aischylos sorgespel (Örebro: Lindh, 1845)
  - Perserna (tolkad av Emil Zilliacus) (Geber, 1934)
  - Perserna, översatt av Jan Stolpe och Lars-Håkan Svensson, utgiven Ellerströms förlag 2022.
- De sju mot Thebe
  - De sju mot Thebä (översättning Vilhelm Fredrik Palmblad). Ingår i Aischylos sorgespel (Örebro: Lindh, 1845)
  - De sju mot Thebe (tolkad av Emil Zilliacus) (Geber, 1932)
- De skyddssökande
  - De skyddsbegärande (översättning Vilhelm Fredrik Palmblad). Ingår i Aischylos sorgespel (Örebro: Lindh, 1845)
  - De skyddssökande (översättning Emil Zilliacus). Ingår i Fyra sorgespel (Geber, 1948)
- Den fjättrade Prometheus
  - Den fjettrade Prometeus (översättning Vilhelm Fredrik Palmblad). Ingår i Aischylos sorgespel (Örebro: Lindh, 1845)
  - Den fjettrade Prometheus (översättning H. Solander) (Hyckerström, 1875)
  - Prometheus (tolkad av Emil Zilliacus) (Geber, 1931)
  - Den fjättrade Prometheus (översättning och kommentarer Jan Stolpe & Lars-Håkan Svensson) (Ellerström, 2011)
- Orestien (trilogi bestående av: Agamemnon, Gravoffret, Eumeniderna)
  - Orestea, en trilogi: I: Agamenon II: Grafoffret III: Eumeniderna (översättning Vilhelm Fredrik Palmblad). Ingår i Aischylos sorgespel (Örebro: Lindh, 1845)
- Agamemnon
  - Agamemnon (översättning Bernhard Risberg) (Upsala: Akademiska bokhandeln, 1890)
  - Agamemnon (tolkad av Emil Zilliacus) (Geber, 1929)
- Gravoffret
  - Gravoffret (tolkad av Emil Zilliacus) (Geber, 1929)
- Eumeniderna
  - Eumeniderna (tolkad av Emil Zilliacus) (Geber, 1930)